# Вяра (сериал)
„Вяра“ (на корейски: 신의; на английски: Faith) е южнокорейски сериал, който се излъчва по SBS от 13 август до 30 октомври 2012 г.

## Сюжет
Сериалът ни пренася в кралство Корьо, което е изправено пред криза, тъй като могъщата династия Юан се опитва да го покори. Един смел войн, генерал Че Йонг, живеещ в епохата на Корьо, се среща с пластичен хирург, живеещ в наши дни, преминавайки през мистичен портал. Пластичният хирург, д-р Ю Ън Су, е отвлечена от воина, тъй като той е получил заповед от краля да намери лекар, който може да излекува смъртоносно ранената кралица.
Двама души, на които не е било писано да съжителстват, се събират заедно, за да си пробият път през изпитанията в земята на Корьо. Воинът дава обещание, че ще я върне в нейния свят, но хитър кралски съветник убеждава краля да я принуди да остане, тъй като тя може да му бъде полезна. Постепенно лекарката се влюбва във воина, който е водач на кралската стража. В тези времена на промяна и хаос любовта, надхвърляща времето и пространството, цъфти над злото.

## Актьори
- И Мин-хо – Че Йонг
- Ким Хи-сон – Ю Ън Су